# هاستينغز باندا

هاستينغز باندا (يساراً) وبيتر ويليام يوينس (يميناً)

هاستينغز كاموزو باندا (بالإنجليزية: Hastings Kamuzu Banda)‏ (15 من فبراير 1898م – 25 من نوفمبر 1997م) كان زعيمًا لجمهورية مالاوي - المعروفة سابقًا باسم دولة نياسالاند، وذلك في الفترة من 1961م إلى 1994م. وبعد أن تلقّى معظم تعليمه في الخارج، عاد باندا إلى موطنه (نياسالاند المستعمرة بريطانيًا حينذاك) ليحشد الجماهير ضد الاستعمار وليطالب بالاستقلال. وفي عام 1963م، أصبح باندا رئيس وزراء نياسالاند رسميًا.وبعد مرور عام من توليه المنصب، قاد البلاد نحو الاستقلال، ليتغير اسمها بعد ذلك إلى مالاوي. وبعد مرور عامين، أعلن مالاوي دولة جمهورية ونَصَّب نفسه رئيسًا للبلاد. وبعد أن بسط نفوذه في البلاد أعلن مالاوي دولة حزب واحد ألا وهو حزب مؤتمر مالاوي (Malawi Congress Party). في عام 1970م، جعل حزب مؤتمر مالاوي ِباندا رئيسًا مدى الحياة للحزب. أما في عام 1971م، فقد أصبح رئيسًا مدى الحياة لجمهورية مالاوي نفسها.
كان باندا يتلقى الدعم من الدول الغربية أثناء الحرب الباردة، باعتباره زعيم الكتلة الموالية للغرب في إفريقيا. ومقارنة بزعماء الدول الإفريقية الأخرى، أعرب باندا عن تأييده بشكلٍ عام لحقوق المرأة، وعمل على تحسين البنية التحتية للبلاد، وحافظ على نظام تعليمي جيد. ومع ذلك، فقد ترأس أكثر الأنظمة استبدادًا في إفريقيا. كما كان محل ازدراء وسخرية لحفاظه على علاقاتٍ دبلوماسية كاملة مع النظام الجنوب الإفريقي في عصر التمييز العنصري.
وبحلول عام 1993م، كان يواجه ضغوطًا دولية متزايدة واحتجاجات كثيرة للحصول على الحرية السياسية. فوافق مضطرًا على الاستفتاء الذي أنهى حكم الحزب الواحد، وجرّده من لقب رئيس مدى الحياة. وقد سعى باندا للفوز بالرئاسة في الانتخابات الديمقراطية التالية، ولكنه هُزم شر هزيمة.
تُوفي في جنوب إفريقيا عام 1997، تاركًا فترة حكمه في موضع جدل، فالبعض يشيد به ويعتبره رجلاً وطنيًا وبطلاً إفريقيًا، والبعض الآخر يدينه ويعتبره طاغيةً وواحدًا من أكثر الزعماء فسادًا في إفريقيا بأكملها.

## الحواشي
- The Fate of Africa: From the Hopes of Freedom to the Heart of Despair, by Martin Meredith, PublicAffairs, 2005
- Africa After Independence: Realities of Nationhood, by Godfrey Mwakikagile, Johannesburg, South Africa: Continental Press, 2006
- "Banda, Hastings Kamuzu". Oxford Dictionary of National Biography (ط. 2004). 2004.
- The Rise of Nationalism in Central Africa, by Robert I. Rotberg, Cambridge: Harvard University Press, 1965.
- Banda, by Philip Short, London: Routledge & Kegan 1974.
- Malawi, the Politics of Despair, by T. David Williams, Cornell University Press, 1978.
- Kamuzu's legacy: the democratization of Malawi, by Jan Kees van Donge, African Affairs, Vol 94, No 375, 1995.
- Dějiny Zimbabwe, Zambie a Malawi (in Czech, translation of title: History of Zimbabwe, Zambia and Malawi), by Otakar Hulec and Jaroslav Olša, jr., Nakladatelství Lidové noviny, 2008.
- Shaw, Karl (2005) [2004]. Power Mad! [Šílenství mocných] (بالتشيكية). Praha: Metafora. ISBN:80-7359-002-6.

## وصلات خارجية
- Information on Banda's fortune
- Official Biography of Kamuzu Banda
- Kamuzu Banda: The Control Freak

## كتابات أخرى
- Andrew C. Ross Colonialism to cabinet crisis: a political history of Malawi,African Books Collective, 2009 ISBN 99908-87-75-6 gives extensive biographical detail on Hastings Banda